# Atlântico (Colômbia)
Atlântico (em castelhano: Atlántico) é um departamento da Colômbia.

## Municípios
1. Baranoa
2. Barranquilha
3. Campo de la Cruz
4. Candelaria
5. Galapa
6. Juan de Acosta
7. Luruaco
8. Malambo
9. Manatí
10. Palmar de Varela
11. Piojó
12. Polonuevo
13. Ponedera
14. Puerto Colombia
15. Repelon
16. Sabanagrande
17. Sabanalarga
18. Santa Lucía
19. Santo Tomás
20. Soledad
21. Suan
22. Tubará
23. Usiacurí

### Etnias
| Cor/Raça           | Porcentagem |
| ------------------ | ----------- |
| Mestiços e Brancos | 77,73%      |
| Afro-colombianos   | 20,84%      |
| Indígenas          | 1,33%       |
| Ciganos            | 0,09%       |